# 1987 WU4
1987 WU4 är en asteroid i huvudbältet som upptäcktes den 26 november 1987 av den tjeckiske astronomen Antonín Mrkos vid Kleť-observatoriet i Tjeckien.
Asteroiden har en diameter på ungefär 4 kilometer och den tillhör asteroidgruppen Astraea.